# Чо Ю Мин
Чо Ю Мин  (кор. 조유민; род. 17 ноября 1996, Республика Корея) — южнокорейский футболист, полузащитник клуба «Шарджа» и сборной Южной Кореи.

## Игровая карьера

### Клубная карьера
В 2018 году Чо присоединился к клубу «Сувон», за который в течение трёх сезонов играл в K League 2, с которой по итогам 2020 года вышел в Кей-лигу. Дебютировал в Высшей лиге за «Сувон» 7 марта 2021 года в матче против клуба «Сеул», который «Сеул» выиграл со счётом 3:0. Первый гол в Кей-лиге забил 4 апреля 2021 года в матче против «Чеджу Юнайтед», его гол на 91-й минуте матча, оказался победным; матч был выигран со счётом 2:1.
После четырёх сезонов за «Сувон», зимой 2022 года перешёл в «Тэджон Хана Ситизен», в которой он был назначен капитаном команды.

### Карьера в сборной
В составе сборной Южной Кореи принимал участие на Летних Азиатских играх 2018 года, на которых южнокорейская сборная выиграла золотые медали, обыграв в финале сборную Японии со счётом 2:1.
Осенью 2022 года был включён в состав национальной сборной на чемпионат мира 2022 года, где сыграл в одном матче против сборной Португалии, который закончился победой корейцев со счётом 2:1.

## Личная жизнь
Женат на известной корейской певице Соён, с которой состоял в отношениях в течение трёх лет.

## Достижения
Южная Корея
- Победитель Летних Азиатских игр (1): 2018